# Marie d'Avaugour
Marie d'Avaugour, duchesse de Montbazon, née vers 1610-1612 et morte le 28 avril 1657, est une dame de la noblesse bretonne connue pour ses intrigues politiques et galantes.

## Origines familiales
Marie d'Avaugour naît vers 1610-1612,. Elle est la fille de Claude d'Avaugour et de Catherine Fouquet de La Varenne. Elle est issue de la seconde maison d'Avaugour : elle descend par son père de François d'Avaugour, comte de Vertus, fils bâtard du duc François II de Bretagne. Elle est la sœur aînée de mademoiselle de Vertus qu'elle introduit dans le monde, avant que celle-ci ne se voue au jansénisme.

## Biographie
Le 5 mars 1628, elle se marie avec Hercule de Rohan, duc de Montbazon dont elle a trois enfants :
- Marie-Éléonore (née en 1629, morte à 53 ans le 8 avril 1682), abbesse de La Trinité de Caen, puis de Malnoüe[6].
- François (1630-1712), premier prince de Soubise par sa femme Anne Julie de Rohan-Chabot dame de Soubise, père du prince et du cardinal de Rohan : souche des Rohan-Soubise.
- Anne (née en 1640, morte à 44 ans le 29 octobre 1684), qui a été la seconde femme de son neveu le duc de Luynes, fils de sa demi-sœur Marie ci-dessus, dont elle a eu le comte d'Albert, le chevalier de Luynes et plusieurs filles, toutes mariées.

Hercule de Rohan est gouverneur de Paris ; il est veuf et âgé de 60 ans lorsqu'il épouse la fille du comte de Vertus qui en a alors 16 ou 18. Il a plusieurs enfants d'un précédent lit, dont Marie, épouse en secondes noces du duc de Chevreuse, de sorte que la duchesse de Montbazon, quoique beaucoup plus jeune que sa belle-fille, était belle-mère de la duchesse de Chevreuse et la maîtresse du duc de Chevreuse, vieil époux de celle-ci.
Belle-mère et belle-fille s'entendent pour lutter contre le cardinal Mazarin, premier ministre pendant la minorité de Louis XIV et, toutes deux ayant intrigué contre le roi, elles sont exilées lors de la Fronde.
La duchesse de Montbazon est connue pour son avarice mais aussi pour sa beauté éblouissante. Ses contemporains comparent sa beauté à celle des statues antiques. Elle est l'objet des commentaires de tous les mémorialistes de son époque :
- « Elle défaisoit toutes les autres au bal[8] », dit Tallemant des Réaux.
- Le cardinal de Retz l'a jugée bien sévèrement : « Mme de Montbazon était d'une très grande beauté. La modestie manquait à son air. Sa morgue et son jargon eussent suppléé, dans un temps calme, à son peu d'esprit. Elle eut peu de foi dans la galanterie, nulle dans les affaires. Elle n'aimait rien que son plaisir et, au-dessus de son plaisir, son intérêt. Je n'ai jamais vu personne qui eût conservé dans le vice si peu de respect pour la vertu[9]. »

La duchesse de Montbazon est évoquée dans une chanson populaire, Y avait dix filles dans un pré (voir aussi la du Maine).
Elle est notamment la maîtresse de l'abbé de Rancé qui, profondément marqué par la mort de sa sublime maîtresse, se retire du monde, puis entre à la Trappe, qu'il réforme durablement.
Elle meurt le 28 avril 1657. « Elle était âgée d'environ quarante-cinq ans », dit l'abbé Dubois.